# Tubularia tenella
Tubularia tenella är en nässeldjursart som först beskrevs av Agassiz 1862.  Tubularia tenella ingår i släktet Tubularia och familjen Tubulariidae. Inga underarter finns listade i Catalogue of Life.